# منصور الصويم

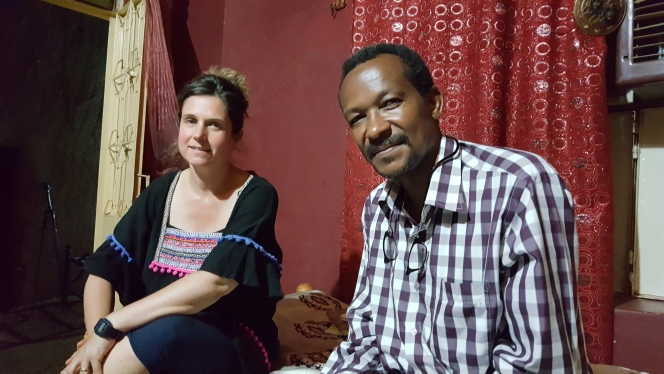
الروائي السوداني منصور الصويم والصحفية ومنتجة الأفلام الوثائقية الفرنسية فردريك، السودان الخرطوم

مَنْصُوُر الصويم روائي سوداني، يعد واحدًا من أبرز الروائيين السودانيين على مستوى السودان والوطن العربي. فاز بعدة جوائز محلية وإقليمية في مجال الرواية، حيث فاز بـجائزة الطيب صالح للإبداع الروائي والتي ينظمها مركز عبد الكريم ميرغني الثقافي في السودان في عام 2005 عن روايته "ذاكرة شرير، والتي تمت ترجمتها إلى اللغة الفرنسية، كما فاز بمنحة آفاق عام 2013 التي يقدمها "الصندوق العربي للثقافة" عن روايته "آخر السلاطين"، أيضاً فاز بجائزة هاي فيستفال بيروت 39 عن مجمل أعماله.

## نشأته
ولد منصور الصويم بمدينة نيالا بإقليم دارفور غربي السودان يوم 18 فبراير 1970، ودرس النقد بكلية الموسيقى والدراما بـ جامعة السودان للعلوم والتكنولوجيا، وظل يعمل كاتبًا ومحررًا بالصحف السودانية بداية من عام 2000 وحتى الآن، كما عمل في الصحافة الإلكترونية بالمملكة العربية السعودية لأكثر من ثلاث سنوات.

## أعماله
نشر منصور الصويم خمس روايات حتى الآن، هي:
- «تخوم الرماد» (ترجمت للغة الإنجليزية).
- «ذاكرة شرير»، (نشرت في 2006، وطبعت أكثر من مرة وترجمت للغة الفرنسية).
- «أشباح فرنساوي» (نشرت في 2014).
- «آخر السلاطين» (نشرت في 2015).
- «عربة الأموات» (نشرت في 2016).[4]

ترجمت بعض أعمال الصويم القصصية إلى اللغة السويدية والإنجليزية والفرنسية.

## نشاطات أدبية
شارك الصويم في ملتقيات أدبية عربية في الجزائر والمغرب والإمارات العربية، كما شارك أيضًا في «مهرجان الرواية العالمي» في ليون بفرنسا، أيضًا اختير في برنامج كاتب مقيم - منحة من فندق جميرا للإقامة في دبي لمدة شهر. وكذلك شارك في ورشة بوكر العربية للرواية في أبو ظبي عام 2009. عمل منصور الصويم مُحكِّماً بجائزة الطيب صالح للإبداع الروائي التي يرعاها مركز عبد الكريم ميرغني الثقافي، في عام 2012. ووفقًا للنقاد، فإن أعمال منصور الصويم تلقي الضوء على الفقراء والمهمشيين في المجتمع. له كتابات توثيقية عن مجموعة من الكاتبات السودانيات ومنهن صباح سنهوري وسارة حمزة الجاك.